# 柿木隆介
柿木 隆介（かきぎ りゅうすけ、1953年 - ）は、日本の脳科学者。神経内科医。臨床脳研究の第一人者。自然科学研究機構生理学研究所名誉教授。総合研究大学院大学名誉教授。

## 経歴
福岡市に生まれる。1972年福岡県立修猷館高等学校を経て、1978年九州大学医学部を卒業。
卒業後、神経難病の解明を目指し、九州大学医学部附属病院（現・九州大学病院）において研修（内科、神経内科）の後、1982年佐賀医科大学（現・佐賀大学医学部）内科助手となる。その後、従来ほとんど研究されていなかった、人間の脳における感覚認知のメカニズムの究明を目指し、より深い次元で人間の脳機能を研究するため、1985年より1987年までロンドン大学医学部神経研究所において研究を行う。1987年佐賀医科大学内科助手に復職し、1992年同講師に昇任。
1993年岡崎国立共同研究機構（2004年に統合再編され自然科学研究機構となる）生理学研究所教授に就任。総合研究大学院大学教授も兼務する。
脳波、脳磁図、機能的MRI、近赤外線分光法などによる、人間の脳機能研究を主要テーマにしており、近年は「顔認知」と「痛み・痒み認知」研究に力を入れている。テレビなどのメディアを通じて脳科学の啓蒙活動も行なっており、NHKの教養バラエティー番組「チコちゃんに叱られる!」において解説者としてたびたび出演し、「痛いところに手を当てるのはなぜ」「なんで顔は覚えてるのに名前なんだっけ？ ってなる？」「なんでカップルはイルミネーションを見に行くの？」「なんで年をとるとアイドルの顔の区別がつかなくなるの？」「なんで男の子は“ワル”に憧れちゃうの？」などの疑問に対して解説を行った。

## 著書
- 『どうでもいいことで悩まない技術』（文響社、2015年）
- 『記憶力の脳科学』（大和書房、2015年）
- 『もう、人づき合いで悩まない技術：女性のための脳のトリセツ』（扶桑社、2016年）
- 『読むだけでさみしい心が落ち着く本：Look at me症候群の処方せん』（日本実業出版社、2016年）
- 『脳にいいこと悪いこと大全』（文響社、2017年）
- 『世界に「かゆい」がなくなる日』（ナツメ社、2017年）